# Лякишев, Николай Павлович
Никола́й Па́влович Лякишев (5 октября 1929, с. Покровка, Центрально-Чернозёмная область — 18 ноября 2006, Москва) — учёный-металлург; доктор технических наук (1975), профессор (1979); академик РАН (1987), иностранный член НАН Украины, почётный академик АН РБ (1991), Лауреат Ленинской премии (1976) и Государственной премии СССР.

## Биография
Николай Павлович Лякишев родился 5 октября 1929 года в д. Покровка (ныне — Орловской области).
В 1954 году окончил Московский институт стали и сплавов. В 1954—1987 годы работал в ЦНИИчермет имени И. П. Бардина (1975—1987 — директор).
В 1987—2004 годы — директор, в последующие годы — научный руководитель Института металлургии и материаловедения имени А. А. Байкова. Возглавлял Научный совет РАН по наноматериалам и нанотехнологии в Москве.
Вице-президент Международного Союза металлургов России; главный редактор журналов «Заводская лаборатория», «Физикохимия обработки материалов».
Скончался 18 ноября 2006 года. Похоронен в Москве на Троекуровском кладбище.

## Семья
Женат, двое детей.

## Научная деятельность
Кандидатскую диссертацию защитил под руководством Владимира Александровича Боголюбова; в 1975 году защитил докторскую диссертацию; профессор (1979).
Основные направления исследований:
- физическая химия,
- теория металлургических процессов и технологии новых сталей и сплавов.

Разрабатывал теорию селективного окисления и восстановления оксидов из многокомпонентных систем, химии высокотемпературных взаимодействий компонентов в твёрдом, жидком и газообразном состояниях; термодинамики и кинетики углевосстановительных и металлокерамических процессов.
Основные достижения:
- создал серию экономнолегированных хладостойких сталей для магистральных газопроводов северного исполнения и технологические процессы их промышленного производства;
- инициировал внедрение в металлургию процесса прямого (бездоменного) получения железа;
- предложил технологию повышения прочности рядовой углеродистой стали на 20-30 % без снижения пластичности.

На основе его работ была создана новая технология производства пятиокиси ванадия.
Член-корреспондент (29.12.1981), академик (23.12.1987) АН СССР по отделению физикохимии и технологии неорганических материалов. С 1991 — академик РАН, заместитель академика-секретаря — руководитель Секции наук о материалах Отделения химии и наук о материалах. Почётный академик Академии наук Республики Башкортостан (1991, состоял в Отделении технических наук). Иностранный член Инженерной академии наук КНР, иностранный член Национальной академии наук Украины.
Подготовил 11 докторов и более 30 кандидатов наук. Автор более 450 научных работ, в том числе 6 монографий, и более 100 изобретений.

## Награды
- Ордена Трудового Красного Знамени (1971) и Ленина (1981)
- Государственная премия СССР (1970)
- Ленинская премия (1976)
- Премия Правительства РФ (2002)
- Почётная грамота Кабинета Министров Украины (1 октября 2004 года) — за большой вклад в дело укрепления творческого содружества учёных Украины и России и в развитие металлургического производства[9]
- Демидовская премия (2005)
- золотая медаль имени И. П. Бардина РАН
- золотая медаль имени Д. К. Чернова РАН (2004) — за работу «Создание сталей для нефте- и газопроводных труб большого диаметра и технология их производства»